# جاريد إيزاكمان
جاريد إيزاكمان (مواليد 11 فبراير 1983) هو طيار، رجل أعمال ورائد فضاء أمريكي، شارك في مهمة إنسبايريشن 4.